# Alchemilla bursensis
Alchemilla bursensis är en rosväxtart som beskrevs av B. Pawl.. Alchemilla bursensis ingår i släktet daggkåpor, och familjen rosväxter. Inga underarter finns listade i Catalogue of Life.